# Oasi avifaunistica dell'isola di Olango
L'oasi avifaunistica dell'isola di Olango è un'area naturale protetta nelle Filippine, istituita nel 1992 dall'allora presidente Corazon Aquino. L'oasi ospita la maggiore concentrazione di uccelli migratori nelle Filippine. Nel 1994 l'area è stata inserita nella lista delle zone umide di importanza internazionale della Convenzione di Ramsar.
L'area è inoltre classificata come Important Bird Area (IBA)

## Territorio
L'isola di Olango si trova nella regione Visayas Centrale, nella parte centrale dell'arcipelago delle Filippine (Provincia di Cebu). Sorge circa 4 km a est della piccola isola di Mactan che si frappone all'adiacente isola di Cebu che si trova a circa 15 km da Olango. L'oasi avifaunistica è sita all'estremità meridionale dell'isola e nel suo territorio si alternano spiagge coralline, piane di marea, praterie di fanerogame marine e mangrovie.

## Fauna
L'isola è un paradiso per gli uccelli che in inverno migrano dalla Siberia, dalla Cina settentrionale e dal Giappone verso l'Australia e la Nuova Zelanda. Nel picco della stagione migratoria, tra novembre e febbraio, circa 40.000 esemplari di uccelli transitano dall'isola. State censite 97 specie differenti, 48 delle quali migratrici, mentre le restanti sono stanziali. Tra le specie osservate vi sono: l'airone bianco maggiore (Ardea alba), la garzetta cinese (Egretta eulophotes), la garzetta comune (Egretta garzetta), l'airone striato (Butorides striata), la pivieressa (Pluvialis squatarola), il fratino eurasiatico (Charadrius alexandrinus), il corriere di Leschenault (Charadrius leschenaultii), il chiurlo orientale (Numenius madagascariensis), il chiurlo maggiore (Numenius arquata), il chiurlo piccolo (Numenius phaeopus), la pittima minore (Limosa lapponica), la pettegola (Tringa totanus), la pantana comune (Tringa nebularia), il piro-piro piccolo (Actitis hypoleucos), il piro-piro del Terek (Xenus cinereus), il piro-piro asiatico (Tringa brevipes), il voltapietre (Arenaria interpres), il piro-piro pettorossiccio asiatico (Limnodromus semipalmatus), il piovanello beccosottile (Calidris tenuirostris), il gambecchio collorosso (Calidris ruficollis), il piovanello comune (Calidris ferruginea), la sterna zampenere (Gelochelidon nilotica), il mignattino piombato (Chlidonias hybridus), il martin pescatore comune (Alcedo atthis), il martin pescatore dal collare (Todiramphus chloris), la rondine comune (Hirundo rustica), la rondine del Pacifico (Hirundo tahitica), il bulbul corona nera (Pycnonotus goiavier), il gerigone ventresulfureo (Gerygone sulphurea), l'anatra delle Filippine (Anas luzonica), il coda a ventaglio dal collare nero (Rhipidura nigritorquis), l'averla bruna (Lanius cristatus) e la nettarinia ventregiallo (Cinnyris jugularis).

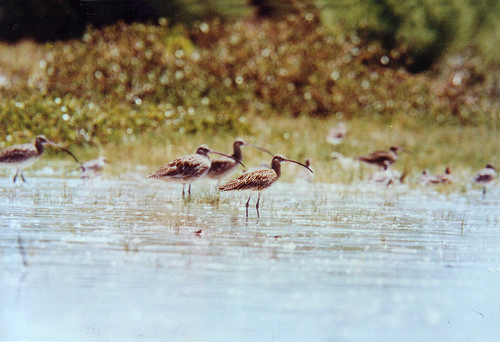
Numenius madagascariensis
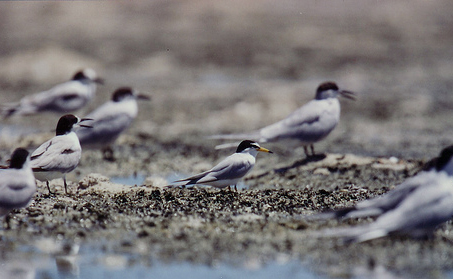
Sternula albifrons
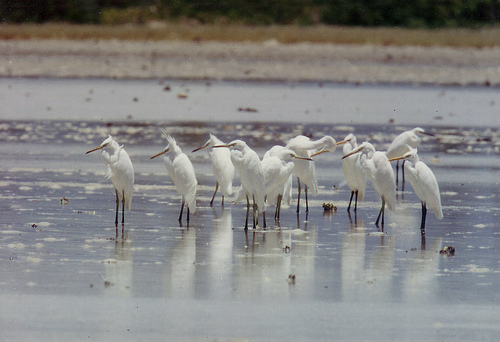
Egretta eulophotes
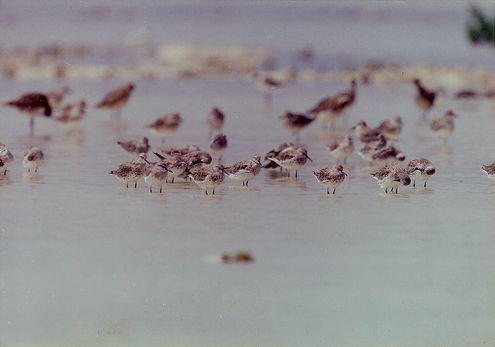
Calidris sp.